# 名古屋市営本地荘
名古屋市営本地荘（ほんじそう）は、愛知県名古屋市守山区本地が丘に建設された名古屋市公営住宅の名称。1971年（昭和46年）から1973年（昭和48年）にかけて建設された。管理戸数は1625戸。名古屋市営住宅の中でも一番の管理戸数を誇るマンモス団地。